# Grafenwald (Bottrop)
Grafenwald ist ein Stadtteil des Bottroper Stadtbezirks Kirchhellen in Nordrhein-Westfalen mit knapp 5500 Einwohnern.

## Geschichte
Die erste urkundliche Erwähnung erhielt Grafenwald im Jahre 1163 mit der Nennung des dort gelegenen Hofes Deffte. Um 1240 wurde hier ein Zisterzienserinnenkloster eingeweiht, das bis zu 25 Nonnen beherbergte, aber bereits sieben Jahre später wieder aufgegeben wurde. Der genaue Standort der Anlage war an einem „Marienbach“, ist aber heute nicht mehr genau feststellbar. Später gehörte das größtenteils bewaldete Gebiet zu den Ländereien des Grafen von Merfeldt zu Lembeck. In Lehnbriefen aus den Jahren 1733 und 1805 wird das Gebiet ausschließlich als „Vosses oder Junkeren Sondern“ bezeichnet. Der Name „Grafenwald“ erscheint zum ersten Mal in einer Bekanntmachung aus dem Jahre 1825. Schließlich wurde das Areal Teil des Kirchspiels Kirchhellen und zählte zum Vest Recklinghausen. In der Zeit Napoleons war Kirchhellen eine Mairie, später eine Landgemeinde im Kreis Recklinghausen.
Um 1825 erscheint der Ortsname Grafenwald auf Landkarten. 1876 wurde eine einzügige Nebenschule für zwölf Kinder vom Defften Feld gegründet. Im Dezember 1892 erhielt sie den Namen Schule zu Grafenwald. 1899 erfolgte der Bau der ersten Kirche, 1909 wurde für Grafenwald ein eigener Friedhof in kommunaler Verantwortung der Gemeinde Kirchhellen gegründet. Erst um 1960 wird Grafenwald in den Einwohnerverzeichnissen Kirchhellens als Ortsteil genannt. Bis dahin wurde Grafenwald zum Ortsteil Holthausen gezählt. Im Zweiten Weltkrieg lag in Grafenwald eine Doppelbatterie der Luftwaffenflak mit einem besonders weitreichenden Radargerät, welches den gesamten Bereich des zugehörigen Flakregiments orientierte, das den westlichen Nordrand des Ruhrgebietes belegte.
Am 1. Januar 1975 wurde die Gemeinde Kirchhellen neben der Stadt Gladbeck nach Bottrop eingemeindet (Glabotki). Am 6. Dezember des gleichen Jahres wurde diese Eingemeindung gerichtlich aufgehoben. Schließlich wurde Kirchhellen – und damit auch Grafenwald – am 1. Juli 1976 über einen Gebietsänderungsvertrag der Stadt Bottrop und der Gemeinde Kirchhellen doch noch ein Teil Bottrops.

## Kirchen

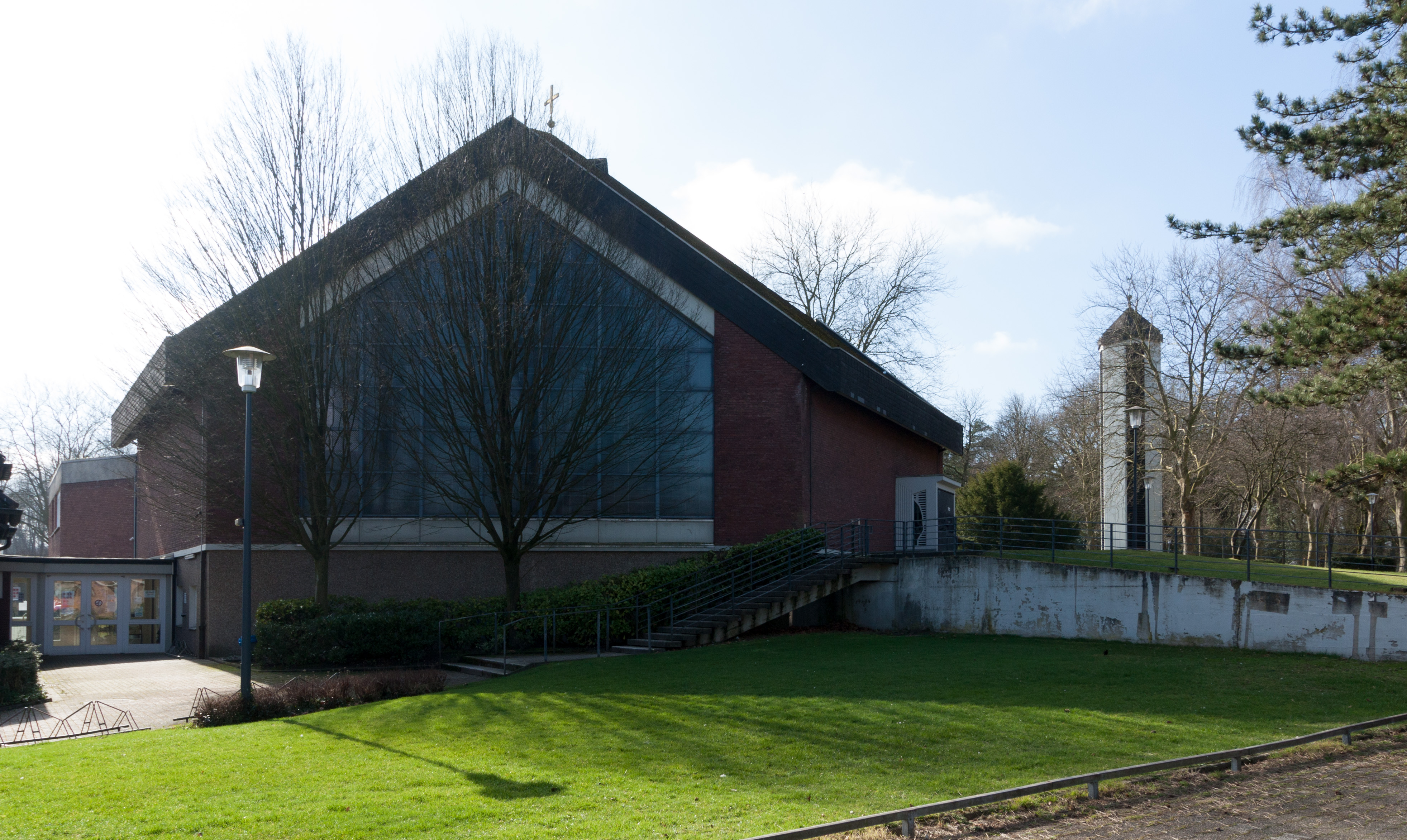
Katholische Kirche Hl. Familie in Bottrop-Grafenwald

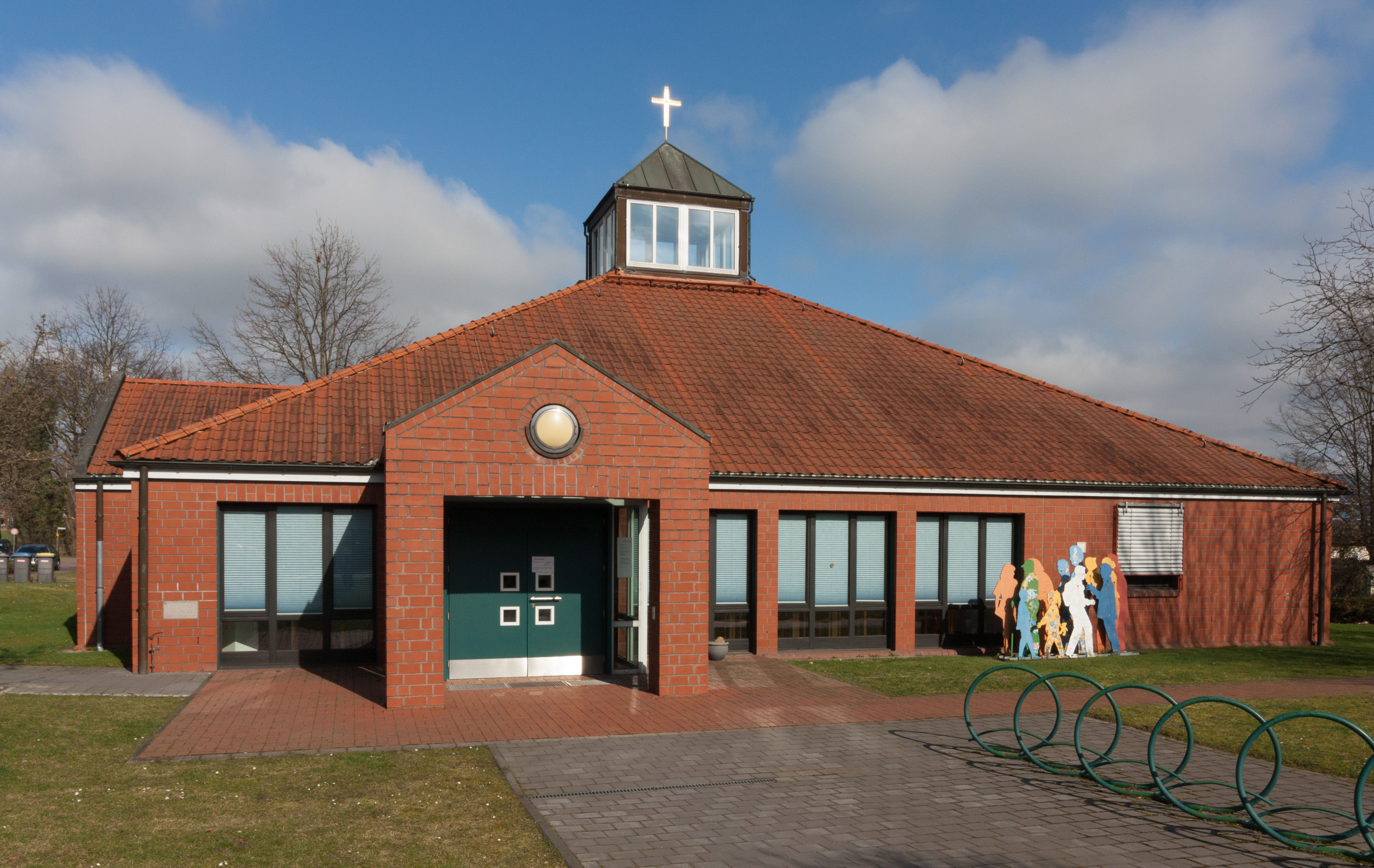
Evangelisches Gemeindezentrum Grafenwald

Es gibt sowohl eine katholische (Heilige Familie) als auch eine evangelische (Evangelisches Gemeindezentrum Grafenwald) Gemeinde in Grafenwald. 
Der erste katholische neugotische Kirchenbau wurde 1899 eingeweiht, der 1971 durch ein größeres sechseckiges Kirchenschiff wegen Bergschäden und Bevölkerungswachstum ersetzt wurde. Die seit 1919 eigenständige Pfarre „Heilige Familie“ wurde zum 1. Januar 2007 mit der St.-Johannes-Kirche in Kirchhellen-Mitte und der Kirche Mariä Himmelfahrt in Feldhausen zur neuen Pfarrei St. Johannes zusammengefügt. Letzter Pastor in Grafenwald war Bernhard Fögeling (geb. 1932, Priesterweihe 1959, Pastor von 1967 bis 2006, verstorben am 24. Mai 2019).

## Wirtschaft
1959/60 wurde im Zuge der Nordwanderung des Bergbaus in Grafenwald mit Prosper IV die erste Zeche auf Kirchhellener Gebiet errichtet.
2004 entstand im Gewerbegebiet Hegestraße der Gewerbepark Grafenwald mit 17 Parzellen. Hier haben sich Firmen aus den unterschiedlichsten Industrie- und Gewerbezweigen angesiedelt. Auf dem etwa 1,35 ha großen Areal ist so ein Branchenmix aus produzierenden Betrieben, kreativen Werkstätten und Dienstleistungsunternehmen entstanden.

## Verkehr
Die VRR-Buslinien SB16, X 42, 251, 256, 267, 269 und NE18 der Vestischen Straßenbahnen erschließen den Stadtteil.
| Linie | Verlauf | Takt (Mo–Fr) |
| ----- | --- | ------------ |
| SB16  | Essen Hbf → Hollestr. – Rathaus Essen – Berliner Platz – Universität Essen – Essen-Bergeborbeck – Bottrop-Ebel – Bottrop Hbf – Bottrop ZOB Berliner Platz – Stadtwald Herzogstr. – Bottrop-Grafenwald – Kirchhellen Schulze-Delitzsch Str. – Bottrop-Kirchhellen, St. Antonius Hospital              | 60 min       |
| X42   | Oberhausen Hbf – Neue Mitte Oberhausen – OB-Sterkrade Bf – OB-Elpenbachstraße – Bottrop-Fuhlenbrock – Bottrop-Grafenwald Schneiderstraße – Kirchhellen Schulze-Delitzsch-Straße – Feldhausen Bf – Movie Park Linie verkehrt zwischen Sterkrade Bf und Oberhausen Hbf über die ÖPNV-Trasse Oberhausen | 60 min       |
| 251   | Bottrop ZOB Berliner Platz – Marienhospital – Stadtwald – Bottrop-Richard-Wagner Schule – Bottrop-Grafenwald | 30 min       |
| TB256 | Taxibus: Gladbeck West Bf – Rentfort – (Ellinghorst Kaufpark – Bottrop-Eigen) / Bottrop-Grafenwald | 60 min       |
| 267   | Bottrop ZOB Berliner Platz – Stadtwald Herzogstr. – Bottrop-Grafenwald – Kirchhellen Schulze-Delitzsch-Str. – St.-Antonius-Hospital – Feldhausen – Feldhausen Bf – Movie Park | 30 min       |
| TB269 | Taxibus: Bottrop-Kirchhellen – Bottrop-Grafenwald – Grafenmühle | 60 min       |
| NE18  | Bottrop ZOB Berliner Platz – Fuhlenbrock – Bottrop-Grafenwald – Kirchhellen – Schulze-Delitzsch-Str. NachtExpress: In den Nächten von Freitag auf Samstag, Samstag auf Sonntag und vor Feiertagen | 60 min       |